# فيبي أميليا واتسون
فيبي أميليا واتسون هي رسامة كندية، ولدت في 1 يونيو 1858 في Doon, Ontario ‏ في كندا، وتوفيت في 22 أكتوبر 1947 في كيتشنر في كندا.